# Andrzej Gronczewski
Andrzej Gronczewski (ur. 3 października 1940 w Warszawie, zm. 14 lipca 2019) – prof. dr hab., eseista, historyk literatury, edytor.

## Życiorys
Urodził się w 1940 w Warszawie. Studia polonistyczne ukończył na Uniwersytecie Warszawskim w 1963. W 1991 habilitował się tamże na podstawie dzieła Wojna bez końca. (Studia o poezji – wobec wojny i okupacji. Wybrane idee i motywy). Tytuł profesora nauk humanistycznych otrzymał w 2002.
Od 1963 był pracownikiem naukowym Wydziału Polonistyki Uniwersytetu Warszawskiego. W latach 1972–1976 pracował w Uniwersytecie im. J.W. Goethego we Frankfurcie nad Menem jako lektor języka i wykładowca literatury polskiej.
Debiutował w 1960 we „Współczesności” jako prozaik.
Był członkiem wielu redakcji czasopism literackich i naukowych. Współpracował przez długi czas z programami literackimi Polskiego Radia.

## Publikacje
- Jarosław Iwaszkiewicz 1972, 1974.
- Inicjały i testamenty 1984.
- Wojna bez końca 1992.
- Obiad na ruinach, 1992.
- Bardzo straszny dwór, 1999.
- Dłonie czasu, 2019.
- Ciemne ścieżki i jasne polany. 2021